# Zjednoczeni Września (hokej na lodzie)
Zjednoczeni Września – polski klub hokeja na lodzie z siedzibą we Wrześni. Klub został rozwiązany.

## Historia
Zespół działał jako sekcja klubu Zjednoczeni Września. Występował w rozgrywkach II ligi. We wrześniu 1974 drużyna Zjednoczonych uczestniczyła w turnieju o mistrzostwo Polskiej Federacji Sportowej „Stal” w Gdańsku (przeciwnikami byli Stoczniowiec Gdańsk, Dolmel Wrocław, Stal Sanok).
Czołowym hokeistą zespołu był Kazimierz Mąkowski, zwany Złotym Dzieckiem Wrześni.

## Sezony
- 1973: II liga – 9. miejsce (beniaminek)
- 1974: II liga – 7. miejsce (Grupa Północna)
- 1975: II liga – ?. miejsce (degradacja)